# Jūlijs Johans Ķīlītis
Jūlijs Johans Ķīlītis (ur. 23 lipca 1902 w miejscowości Sloka na Łotwie w granicach Rosji, zm. 28 marca 1961 w Coventry) – łotewski wojskowy (kapitan), dowódca kolejno 1 batalionu 34 Pułku Grenadierów SS, 34 Pułku Grenadierów SS, 2 batalionu 33 Pułku Grenadierów SS i 33 Pułku Grenadierów SS 15 Dywizji Grenadierów SS pod koniec II wojny światowej.
Służył w armii łotewskiej w 4 Pułku Piechoty w Valmiera, a następnie jako instruktor w akademii wojskowej w stopniu kapitana. Po zajęciu obszaru Łotwy przez wojska niemieckie w 1941 r., podjął współpracę z okupantami. W kwietniu 1943 r. wstąpił do Legionu Łotewskiego SS, dostając stopień Waffen-Hauptsturmführera der SS. Od 7 kwietnia 1944 r. był dowódcą 1 batalionu 34 Pułku Grenadierów SS 15 Dywizji Grenadierów SS. 1 czerwca awansował na Waffen-Sturmbannführera der SS. Od 7 do 20 lutego 1945 r. objął na krótko dowództwo Pułku, po czym został przydzielony do sztabu Dywizji. Jednakże już 27 lutego został dowódcą oddziału zabezpieczenia tyłów. Od 27 marca dowodził 2 batalionem 33 Pułku Grenadierów SS, zaś do końca wojny całym Pułkiem. Udało mu się przedostać na obszary zajmowane przez aliantów zachodnich. Na emigracji zamieszkał w Wielkiej Brytanii, gdzie zmarł 28 marca 1961 r.
Został odznaczony m.in. łotewskim Orderem Westharda oraz niemieckim Krzyżem Żelaznym I i II klasy.